# 989 هـ
989 هـ هي سنة في التقويم الهجري امتدت مقابلةً في التقويم الميلادي بين سنتي 1581 و1582.

## وفيات
- الشيخ إبراهيم بن علي التناني.[5]